# Sacha Kljestan
Sacha Bryan Kljestan (en serbio: Saša Klještan, Саша Кљештан; Huntington Beach, California, Estados Unidos, 9 de septiembre de 1985) es un exfutbolista estadounidense que jugaba como mediocampista.

## Trayectoria

### Inicios
Kljestan se inició jugando para el equipo programa de desarrollo olímpico de los Estados Unidos. Luego de esto pasó a jugar fútbol universitario para la Universidad Seton Hall, siendo nombrado al equipo de estrellas de la NCAA en 2004 y al tercer equipo en 2005. Rompió el récord de asistencias de Seton Hall en una temporada con 15 en 2005 y es el quinto jugador de todos los tiempos con un total de 28 en una carrera de 3 años. Kljestan terminó su carrera universitaria con 20 goles y ayudó a la Universidad Seton Hall a llegar a tres torneos de la NCAA. Al graduarse, firmó un contrato Generación Adidas con la MLS, y jugó para el Orange County Blue Star de la USL Premier Development League en 2005. Kljestan fue la quinta selección en el Draft de la MLS en 2006.

### Chivas USA
Para la temporada 2006 Kljestan entró al SuperDraft de la MLS y fue seleccionado por el Chivas USA en la primera ronda (5.o en la general). Al final de la temporada fue nominado para recibir el premio de novato del año de la MLS. También jugó para el equipo olímpico de Estados Unidos en el campeonato clasificatorio de la CONCACAF para Pekín 2008 y anotó en la victoria 3-0 sobre Canadá que sirvió para asegurar la participación de Estados Unidos en las olimpiadas.

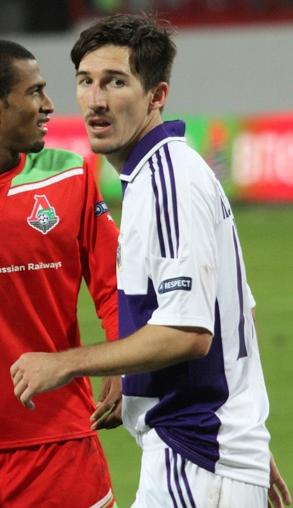
Kljestan jugando para el Anderlecht en 2011

Fue elegido para formar parte del equipo titular en el partido de las estrellas de la MLS en 2008, pero eligió jugar con el equipo olímpico estadounidense en las olimpiadas de Pekín 2008. Sus buenas actuaciones con la selección y su club atrajeron la atención de varios clubes del exterior, lo que lo llevó a abandonar el campamento de invierno de la selección nacional para tener un periodo de prueba en el Celtic F.C. de la Liga Premier de Escocia.

### R. S. C. Anderlecht
En junio de 2010 firmó un contrato por cuatro años con el campeón belga R. S. C. Anderlecht. Debutó con el club y anotó su primer gol en el mismo partido el 27 de julio de 2010 en una victoria 3-1 sobre el club galés The New Saints en la fase clasificatoria de la Liga de Campeones de la UEFA 2010-11. Kljestan jugó como titular durante casi toda la campaña 2011-12, obteniendo 4 goles (5 en todas las competiciones) y habiendo jugado 46 partidos al momento de alcanzar el título de la Jupiler League con dos partidos por jugar en el play-off final por el campeonato.
Kljestan inició la temporada 2012-13 jugando como titular tanto en la liga como en la fase clasificatoria de la Liga de Campeones de la UEFA, anotando un gol en la victoria 6-0 como visitante ante el FK Ekranas de Lituania. El 28 de agosto de 2012 el Anderlecht venció al AEL Limassol de Chipre 2-0 en el partido de vuelta por la fase clasificatoria de la Liga de Campeones, convirtiendo así a Kljestan en uno de un pequeño número de futbolistas estadounidenses en jugar la fase de grupos del máximo torneo europeo de clubes.
Comenzando la temporada 2013-14, Kljestan anotó en forma consecutiva en los partidos frente al Gent y al Waasland-Beveren.
Kljestan anotó su primer doblete con el club belga el 21 de enero de 2015 en la victoria 4-2 sobre el Zulte-Waregem en un partido por la Copa de Bélgica.

### New York Red Bull
El 28 de enero de 2015 se anunció que Kljestan había fichado con el Red Bull New York de la Major League Soccer. Hizo su debut como titular en el primer partido de la temporada el 8 de marzo de 2015 en el empate 1-1 frente al Sporting Kansas City.

## Selección de Estados Unidos

### Selecciones juveniles
Kljestan fue parte del equipo de Estados Unidos en el Campeonato Mundial Juvenil de 2005. A principios del 2007, Kljestan fue convocado para jugar con la selección mayor, pero no logró debutar. Kljestan debutó finalmente el 2 de junio de 2007, logrando una asistencia para el gol de Benny Feilhaber en un amistoso contra China en el que Estados Unidos ganó 4-1 en San José, California. En el 2008, Kljestan fue seleccionado para el equipo sub-23 que competiría en las olimpiadas 2008 en Pekín. Fue titular en los tres partidos que jugó Estados Unidos anotando dos goles, incluyendo el gol del empate contra los Países Bajos en el empate 2-2, el cual fue votado el Mejor Gol del Fútbol Masculino de Estados Unidos en 2008, y un penal contra Nigeria en la derrota 2-1 tras la cual quedaron fuera del torneo.

### Selección mayor
Hizo su debut con la selección mayor en la victoria 3-2 sobre Suecia, donde anotó una tripleta, siendo estos sus primeros tres goles con la selección. El único otro estadounidense en anotar un hat trick como sus primeros goles con la selección fue Aldo Donelli, quien anotó cuatro goles el 24 de mayo de 1934. El de Kljestan también fue el 11.º triplete en la historia de la selección estadounidense. El 24 de febrero de 2010 anotó un gol en el minuto 92 que le dio la victoria a EE. UU. sobre El Salvador en un partido amistoso amistoso.
Pese a que fue preseleccionado para jugar el mundial en el 2010, finalmente no fue incluido en la lista final de 23 jugadores de Bob Bradley. No obstante, Kljestan jugó contra Brasil en un amistoso jugado después de la Copa del Mundo. Con la partida de Bradley y la llegada de Jürgen Klinsmann, Kljestan fue dejado fuera de la selección por casi un año, regresando recién en octubre de 2012 para los partidos clasificatorios para la Copa Mundial de Fútbol de 2014 ante Antigua y Barbuda y Guatemala, jugando ambos partidos viniendo desde la banca.
Luego de una ausencia de casi dos años en la selección nacional, fue convocado para dos partidos clasificatorios a la Copa Mundial de Fútbol de 2018 en septiembre de 2016,
anotando su quinto gol internacional en el primero de ellos frente a San Vicente y las Granadinas.

#### Goles con la selección de Estados Unidos
| # | Fecha                   | Lugar                                            | Oponente                     | Gol   | Resultado | Competición                                       |
| - | ----------------------- | ------------------------------------------------ | ---------------------------- | ----- | --------- | ------------------------------------------------- |
| 1 | 24 de enero de 2009     | Home Depot Center, Carson, California            | Suecia                       | 1–0   | 3–2       | Amistoso                                          |
| 2 | 24 de enero de 2009     | Home Depot Center, Carson, California            | Suecia                       | 2–0   | 3–2       | Amistoso                                          |
| 3 | 24 de enero de 2009     | Home Depot Center, Carson, California            | Suecia                       | 3–1   | 3–2       | Amistoso                                          |
| 4 | 24 de febrero de 2010   | Raymond James Stadium, Tampa, Florida            | El Salvador                  | 2–1   | 2–1       | Amistoso                                          |
| 5 | 2 de septiembre de 2016 | Arnos Vale Stadium, San Vicente y las Granadinas | San Vicente y las Granadinas | 5 – 0 | 6 – 0     | Eliminatorias para la Copa Mundial de Fútbol 2018 |

- Los goles de Kljestan aparecen en negrillas en la columna "Gol".

## Estadísticas
- Actualizado al fin de su carrera deportiva.[15]

| C. D. Chivas USA Estados Unidos | 1.ª           | 2006          | 34  | 0  | ―  | ― | ―  | ― | 34  | 0  |
| C. D. Chivas USA Estados Unidos | 1.ª           | 2007          | 27  | 3  | ―  | ― | ―  | ― | 27  | 3  |
| C. D. Chivas USA Estados Unidos | 1.ª           | 2008          | 24  | 6  | ―  | ― | 2  | 0 | 26  | 6  |
| C. D. Chivas USA Estados Unidos | 1.ª           | 2009          | 27  | 5  | ―  | ― | 0  | 0 | 27  | 5  |
| C. D. Chivas USA Estados Unidos | 1.ª           | 2010          | 10  | 1  | ―  | ― | ―  | ― | 10  | 1  |
| C. D. Chivas USA Estados Unidos | Total club    | Total club    | 122 | 15 | ―  | ― | 2  | 0 | 124 | 15 |
| R. S. C. Anderlecht · Bélgica | 1.ª           | 2010-11       | 25  | 2  | 3  | 0 | 6  | 1 | 34  | 3  |
| R. S. C. Anderlecht · Bélgica | 1.ª           | 2011-12       | 36  | 4  | 0  | 0 | 10 | 1 | 46  | 5  |
| R. S. C. Anderlecht · Bélgica | 1.ª           | 2012-13       | 35  | 3  | 5  | 0 | 9  | 1 | 49  | 4  |
| R. S. C. Anderlecht · Bélgica | 1.ª           | 2013-14       | 23  | 8  | 2  | 0 | 5  | 1 | 30  | 9  |
| R. S. C. Anderlecht · Bélgica | 1.ª           | 2014-15       | 13  | 1  | 4  | 3 | 4  | 0 | 21  | 4  |
| R. S. C. Anderlecht · Bélgica | Total club    | Total club    | 132 | 18 | 14 | 3 | 34 | 4 | 180 | 25 |
| New York Red Bulls Estados Unidos | 1.ª           | 2015          | 37  | 8  | 3  | 1 | ―  | ― | 40  | 9  |
| New York Red Bulls Estados Unidos | 1.ª           | 2016          | 34  | 6  | 2  | 1 | 3  | 2 | 39  | 9  |
| New York Red Bulls Estados Unidos | 1.ª           | 2017          | 35  | 3  | 5  | 1 | 2  | 0 | 42  | 4  |
| New York Red Bulls Estados Unidos | Total club    | Total club    | 106 | 17 | 10 | 3 | 5  | 2 | 121 | 22 |
| Orlando City S. C. Estados Unidos | 1.ª           | 2018          | 30  | 6  | 3  | 0 | ―  | ― | 33  | 6  |
| Orlando City S. C. Estados Unidos | 1.ª           | 2019          | 23  | 1  | 4  | 2 | ―  | ― | 27  | 3  |
| Orlando City S. C. Estados Unidos | Total club    | Total club    | 53  | 7  | 7  | 2 | ―  | ― | 60  | 9  |
| Los Angeles Galaxy Estados Unidos | 1.ª           | 2020          | 15  | 0  | ―  | ― | ―  | ― | 15  | 0  |
| Los Angeles Galaxy Estados Unidos | 1.ª           | 2021          | 31  | 5  | ―  | ― | ―  | ― | 31  | 5  |
| Los Angeles Galaxy Estados Unidos | 1.ª           | 2022          | 21  | 1  | 2  | 0 | ―  | ― | 23  | 1  |
| Los Angeles Galaxy Estados Unidos | Total club    | Total club    | 67  | 6  | 2  | 0 | ―  | ― | 69  | 6  |
| Total carrera | Total carrera | Total carrera | 480 | 63 | 33 | 8 | 41 | 6 | 554 | 77 |
| (1) Incluye datos de Copa de Bélgica (2010-2015), Supercopa de Bélgica (2010-2015) y Lamar Hunt U.S. Open Cup. (2) Incluye datos de Concacaf Liga Campeones (2008-2009), Liga Europa de la UEFA (2010-2012), Liga de Campeones de la UEFA (2010-2015). (3) No incluye goles en partidos amistosos. |               |               |     |    |    |   |    |   |     |    |

## Palmarés

### Títulos nacionales
| Título                      | Club                | País           | Año     |
| --------------------------- | ------------------- | -------------- | ------- |
| Supercopa de Bélgica        | R. S. C. Anderlecht | Bélgica        | 2010    |
| Primera División de Bélgica | R. S. C. Anderlecht | Bélgica        | 2011-12 |
| Supercopa de Bélgica        | R. S. C. Anderlecht | Bélgica        | 2012    |
| Primera División de Bélgica | R. S. C. Anderlecht | Bélgica        | 2012-13 |
| Supercopa de Bélgica        | R. S. C. Anderlecht | Bélgica        | 2013    |
| Primera División de Bélgica | R. S. C. Anderlecht | Bélgica        | 2013-14 |
| Supercopa de Bélgica        | R. S. C. Anderlecht | Bélgica        | 2014    |
| MLS Supporters' Shield      | New York Red Bulls  | Estados Unidos | 2015    |

## Vida personal
Su hermano Gordon jugó en la MLS y la North American Soccer League y su padre fue futbolista semiprofesional en Serbia. Es de ascendencia serbia.
Está casado con la modelo Jamie Lee Darley.